# 吉田理保子
吉田 理保子（よしだ りほこ、1949年1月24日 - ）は、日本の女性実業家、元声優。

## 来歴
劇団こまどり、青二プロダクション、ぷろだくしょんバオバブを経て、81プロデュースに所属していた。
東京都出身で、4人兄妹の長女。東京都練馬区育ち。
子供の頃から騒々しくニギやかな子供で遊び友達は皆男の子でやることといえば野球、馬とびだった。少しは女らしくということで中学時代から女子校に進学していたが、まるで逆効果であった。女ばかりだと女らしい子はますます女らしく、男っぽいのはより男っぽくなってしまったという。
その頃からスジガネ入り、バレリーナになろうと3歳からバレエをしていた。その時に「踊りには演技の勉強も必要だな」と思い出し、富士見高校時代は演劇部に所属していた。知り合いにテレビ局のプロデューサーがいたことがきっかけで、劇団こまどりに所属。芝居の方が面白く、バレエを辞めてしまい、途端にブクブク太り始めてしまった。バレエを辞めたところあまりに太り過ぎてしまい、「これではいけない」と思い、高校3年生の時にモダンバレエを始めた。しかしもう体がついていけず、それも辞めてしまい、1981年時点では「今度は、美容体操でも始めようか」と思っていたという。
20歳ごろに、NHK教育テレビの番組『明るいなかま』に顔出しでレギュラー出演をする。だが、本人曰く「太ってきちゃって（笑）。そのままいけば結婚するシーンもさせてあげるという役だったのに、その話もなくなっちゃうくらい」「こんなに太っちゃったら映像はもう無理じゃない？」となり、吉永小百合の夫でフジテレビの岡田太郎の紹介で青二プロダクションに所属し、声優活動を開始する。アニメのデビュー作は『アンデルセン物語』。初レギュラーは『ワンサくん』である。初主役は『魔女っ子メグちゃん』の神崎メグ役となる。
1998年1月に声優業の第一線から引退する。理由については後に、洋画でいい役や面白い役を当時立て続けに担当できたことや、現場で共演者の芝居を観て「もっとこうすれば良くなるのに……」と感じるようになりマネージャーに向いているかもしれないと考えたこと、それまでにさまざまな役を演じ「やりきった」という気持ちが大きかったことを挙げている。
引退後はマネージャー職を経て、キャスティング・コーディネーター、声優講師などの活動に主に携わっている。声優業については過去に演じた役・再現など特殊なオファーが入った場合を除き、基本的にしない方針を採っている。
2006年より野沢雅子が独立して設立したオフィス野沢に移籍し、野沢のマネージャーを務めていた。2012年4月30日付けでオフィス野沢廃業後、メディアフォースに移籍しマネージャー業を務める。2014年2月23日、メディアフォースの破産に伴い、同年3月より株式会社ディーカラーにて所属声優のキャスティングに関わる業務を行った。

## 人物
声種はメゾソプラノ。
声優としては1960年代末期から1990年代にかけて活躍。『アルプスの少女ハイジ』のクララなど当初は少女役が多かったが、1978年に『未来少年コナン』で大人の女性であるモンスリー、翌1979年には『ベルサイユのばら』でロザリー・ラ・モリエールを演じ芸域を広げた。主役級の代表作に、『魔女っ子メグちゃん』の神崎メグ、『まいっちんぐマチコ先生』麻衣マチコなどがある。
洋画吹き替えでは、『エイリアン3』のシガニー・ウィーバーや『ターミネーター2』のリンダ・ハミルトン、『女刑事キャグニー&レイシー』のシャロン・グレスなど芯の強い女性キャラクターを数多く演じた。

### エピソード
特技は日舞。趣味は読書、お酒、ゴルフ。
『アルプスの少女ハイジ』のクララについて、後に「ああいう役はめったに出会えなかった」「特別な役」であると共に、一番苦労した役だったと述べている。収録時に画がなく、何をやってるのか分からなくなるくらいダメ出しが多かったため、いつも「早くハイジは山に帰れ!」と思っていたといい、クララがハイジに再会した辺りから「やっと吹っ切れた」という。また、演技ができず悔し泣きをした経験もあり、「今は、そういう経験をしたから良かったんだと思いますけど」と語っている。
『魔女っ子メグちゃん』の神崎メグについては、クララとは対照的に男勝りで活発なため「本当に伸び伸びと地のままで演じさせていただいた感じでしたね」と語り、童心に戻れたように楽しく演じられた大好きな役だったという。
メグを演じていた頃、当時の所属事務所に小学校5年生の少年からファンレターが来た、内容は手紙の他に野球のユニフォーム姿などプライベート写真が同封されていた。明らかに吉田を異性として意識していたものであり、メグを演じる吉田のことを中学2年生くらいのお姉さんだと思い込んでいた様子だったという。

## 後任
吉田の引退後、持ち役を引き継いだ人物は以下の通り。
| 後任       | 役名                       | 概要作品                              | 後任の初担当作品                             |
| ---------- | -------------------------- | ------------------------------------- | -------------------------------------------- |
| 吉田美保   | 早乙女ミチル               | 『ゲッターロボ』                      | 『スーパーロボット大戦コンプリートボックス』 |
| 吉田美保   | グレース・マリア・フリード | 『UFOロボ グレンダイザー』            | 『スーパーロボット大戦コンプリートボックス』 |
| 吉田美保   | ローレライ                 | 『マジンガーZ』                       | 『スーパーロボット大戦コンプリートボックス』 |
| 吉田美保   | 卯月美和                   | 『鋼鉄ジーグ』                        | 『第2次スーパーロボット大戦α』               |
| 松井菜桜子 | キャローン・キャル         | 『戦闘メカ ザブングル』               | 『スーパーロボット大戦α外伝』                |
| 渡辺久美子 | コマンダー・リサー         | 『無敵鋼人ダイターン3』               | 『スーパーロボット大戦A PORTABLE』           |
| 岡本茉利   | 神崎メグ                   | 『魔女っ子メグちゃん』                | 『魔女っ子大作戦』                           |
| 日髙のり子 | ツムちゃん                 | 『ざわざわ森のがんこちゃん』          | 1998年度放送分                               |
| 日髙のり子 | ヒポ先生                   | 『ざわざわ森のがんこちゃん』          | 1998年度放送分                               |
| 戸田恵子   | リプリー                   | 『エイリアン3』フジテレビ版           | 『エイリアン4』フジテレビ版                  |
| 野沢雅子   | シチューおばさん           | 『それいけ!アンパンマン』             | 第605話Bパート                               |
| 金田朋子   | ドロロンくん               | 『それいけ!アンパンマン』             | 第711話Aパート                               |
| 半場友恵   | 空まめおばさん             | 『それいけ!アンパンマン』             | 第848話Bパート                               |
| 甲斐田裕子 | マルゲリータ・ファブリ     | 『名探偵ポワロ イタリア貴族殺害事件』 | 完全版追加収録部分                           |
| 本間沙智子 | モナ・シンプソンズ         | 『ザ・シンプソンズ』                  | 第15シーズン                                 |
| 山本百合子 | クララ                     | 『アルプスの少女ハイジ』              | 『教えて!トライさん』                        |
| 向井真理子 | ロイス・ローレル           | 『モンキー・ビジネス』                | WOWOW版追加収録部分                          |
| 水落幸子   | イングリット               | 『デルタ・フォース』                  | 完声版追加収録部分                           |

## 出演
太字はメインキャラクター。

### テレビアニメ
1971年
- アンデルセン物語（村人）
- いなかっぺ大将
- 国松さまのお通りだい
- さるとびエッちゃん
- ふしぎなメルモ（矢部千代子）

1972年
- 海のトリトン（クラゲ）
- ゲゲゲの鬼太郎（第2作）
- 科学忍者隊ガッチャマン（マヤ）
- 天才バカボン
- ど根性ガエル（1972年 - 1974年、山田花子、天地ルミ）
- マジンガーZ（1972年 - 1974年、ローレライ 他）
- モンシェリCoCo
- ルパン三世 (TV第1シリーズ)

1973年
- バビル2世
- ワンサくん（ユキコ、シロー）
- デビルマン
- ミクロイドS（大関タケオ）
- ミラクル少女リミットちゃん（竹下光子）
- 新造人間キャシャーン（ミリー）
- 侍ジャイアンツ（番場ユキ）
- キューティーハニー（1973年 - 1974年、夏子）
- ドラえもん（日本テレビ版）（ジャマ子）
- 山ねずみロッキーチャック（そよ風のおねえさん、うずらの子供）

1974年
- 空手バカ一代
- ゲッターロボ（1974年 - 1975年、ミチル）
- アルプスの少女ハイジ（クララ・ゼーゼマン、村人）
- はじめ人間ギャートルズ（1974年 - 1976年、ピー子ちゃん）
- てんとう虫の歌（動物園の男の婚約者）
- 魔女っ子メグちゃん（1974年 - 1975年、メグ）
- みつばちマーヤの冒険（オトシブミのママ）

1975年
- アラビアンナイト シンドバットの冒険
- 一休さん（桔梗屋弥生〈2代目〉 ※第4話 - 第296話）
- グレートマジンガー（戦闘獣ヘレナ）
- ゲッターロボG（1975年 - 1976年、早乙女ミチル）
- 鋼鉄ジーグ（卯月美和）
- 少年徳川家康（築山殿）
- 勇者ライディーン（百合香）
- ラ・セーヌの星（アンジェリカ）

1976年
- 母をたずねて三千里（ロシータ）
- 元祖天才バカボン
- ゴワッパー5 ゴーダム（植木田ミト）
- 大空魔竜ガイキング（さゆり）
- タイムボカン（カーレン）
- ハックルベリィの冒険（キャサリン）
- ブロッカー軍団IVマシーンブラスター（ヒロミ）
- ポールのミラクル大作戦（虹の精）
- マグネロボ ガ・キーン（花月舞〈パイロット版〉、幼少時の北条琴江）
- キャンディ♡キャンディ（ジェーン・ブライトン）
- マシンハヤブサ（西音寺さくら）
- UFOロボ グレンダイザー（1976年 - 1977年、マリア、コマンダーマリーネ）

1977年
- あしたへアタック!（一条明日香）
- アローエンブレム グランプリの鷹（香取梨恵）
- 一発貫太くん（京子）
- 超電磁ロボ コン・バトラーV（山部ゆき子）
- ドカベン（勇次）
- 氷河戦士ガイスラッガー（志岐玲子）
- まんが日本絵巻（那須与一〈少年時代〉、巴御前）
- ヤッターマン（ティターニア、ラン）
- 惑星ロボ ダンガードA（1977年 - 1978年、リサ）

1978年
- 宇宙海賊キャプテンハーロック（エメラーダ）
- SF西遊記スタージンガー（サタナ）
- キャプテン・フューチャー（ヌララ）
- 女王陛下のプティアンジェ（ローラ）
- 新・エースをねらえ!（宝力冴子）
- 宝島（1978年 - 1979年、リリー）
- はいからさんが通る（北小路環、おひきずりさん）
- ペリーヌ物語（パン屋）
- 魔女っ子チックル（小森チックル）
- 未来少年コナン（モンスリー）
- 無敵鋼人ダイターン3（1978年 - 1979年、母親B、リサー）

1979年
- 赤毛のアン（フローラ・ジェーン）
- あしたの勇者たち（三幌洋子）
- アニメーション紀行 マルコ・ポーロの冒険（オルジェ）
- 科学冒険隊タンサー5（ジョン）
- 銀河鉄道999（ライザ、キャロル）
- サイボーグ009（1979年版）（フレイヤ、ペテル少年、スクナーA.B）
- ゼンダマン（女帝）
- 闘士ゴーディアン（ロゼ）
- 日本名作童話シリーズ 赤い鳥のこころ（鬼の奥さん）
- ベルサイユのばら（1979年 - 1980年、ロザリー）
- ルパン三世 (TV第2シリーズ)（1978年 - 1979年）

1980年
- 宇宙大帝ゴッドシグマ（1980年 - 1981年、ミナコ・マルチーノ）
- タイムパトロール隊オタスケマン（ファラ）
- 釣りキチ三平（チーコ、ヘレン・ワトソン）
- 鉄腕アトム (アニメ第2作)（キャシー、リリィ）
- ニルスのふしぎな旅（ダンフィンの姉）
- ムーの白鯨（マドーラ）

1981年
- おはよう!スパンク（芳村科子）
- 怪物くん（第2作）（メフィスト）
- グリックの冒険（フラック）
- 姿三四郎（南小路高子）
- 太陽の使者 鉄人28号（ラン）
- まいっちんぐマチコ先生（1981年 - 1983年、麻衣マチ子）

1982年
- うる星やつら（1982年 - 1984年、クラマ 他）
- 科学救助隊テクノボイジャー（先生、母、ジュリアン）
- 戦闘メカ ザブングル（キャローン）
- 太陽の子エステバン（マリンチェ）
- とんでモン・ペ（加納麻紀）
- 忍者マン一平（徳川先生、プッピー）
- 南の虹のルーシー（ケイト・ポップル、ナレーション）
- 魔境伝説アクロバンチ（シルビア）
- 魔法のプリンセス ミンキーモモ（マリー）

1983年
- アルプス物語 わたしのアンネット（マリー・モレル）
- スペースコブラ
- 聖戦士ダンバイン（ジャコバ、ベティ・フローズン）
- 超時空世紀オーガス（ティナ・ヘンダーソン）
- ピュア島の仲間たち（ミンタ）
- プラレス3四郎（恵子）

1984年
- オヨネコぶーにゃん（アレレ）
- Gu-Guガンモ（半平太のママ、ドロシー・スカイラーク）
- 小さな恋のものがたり チッチとサリー初恋の四季（トンコ）
- 牧場の少女カトリ（ハンナ）
- 森のトントたち（エルミー）

1985年
- 六三四の剣（夏木佳代）
- 炎のアルペンローゼ（フランソワーズ）
- 夢の星のボタンノーズ（ブレスレッド夫人）

1986年
- 愛少女ポリアンナ物語（デラ・ウェザビー）
- オズの魔法使い（コウノトリ）
- 光の伝説（石崎監督）
- ボスコアドベンチャー（ダミア）

1987年
- ウルトラB（戸坂の母）
- エスパー魔美（たばこ屋のおばさん）
- シティーハンター（エンジェル・ハート）
- ハイスクール!奇面組（固岩鉄子、千絵の母〈2代目〉）

1988年
- 小公子セディ（サラ）
- トランスフォーマー 超神マスターフォース（メガ）
- それいけ!アンパンマン（1988年 - 1996年、氷の女王〈初代〉、ケシゴム先生〈初代〉、キュウリのモミモミさん〈初代〉、シチューおばさん〈初代〉、そらまめおばさん〈初代〉、ドロロンくん〈初代〉）

1989年
- 青いブリンク（女王）
- 昆虫物語 みなしごハッチ（1989年 - 1990年、ガのママ、スズメバチの女王、サーファ女王）
- 美味しんぼ（1989年 - 1991年、先生、田原、テルコ、二木輝子）
- 機動警察パトレイバー（高尾）
- ジャングル大帝（新）（マーサ）
- 新グリム名作劇場（水の妖精）
- パラソルヘンべえ（内木陽子）
- 笑ゥせぇるすまん（1989年 - 1990年、千子、女性）

1990年
- おぼっちゃまくん（1990年 - 1992年、礼儀佐保子、ミボリン）
- チンプイ（コスモス）
- 魔神英雄伝ワタル2（フトメン）
- 私のあしながおじさん（ジュリアの母）

1991年
- おにいさまへ…（マリ子の母）
- おばけのホーリー（マジョリーヌ）
- きんぎょ注意報!（千歳のママ）
- ゲッターロボ號（聖月里美）
- 21エモン（リゲルの母）
- わたしとわたし ふたりのロッテ（ルイーゼロッテ・ケルナー）

1992年
- お〜い!竜馬（坂本伊予）
- チロリン村物語（キャベツ）
- ママは小学4年生（みらい）

1993年
- 恐竜惑星（レイ、シル）

1994年
- モンタナ・ジョーンズ（アガサ・ジョーンズ）

1995年
- 愛天使伝説ウェディングピーチ（ジュラ）
- あずきちゃん（志乃）
- アリス探偵局（白雪姫子の継母）
- 空想科学世界ガリバーボーイ（占い師、ハレルヤ、ヤッコ太夫）
- ヤンボウ ニンボウ トンボウ（海賊の頭、王妃）

1996年
- ゲゲゲの鬼太郎（第4作）（白粉婆）
- はりもぐハーリー（カブリーヌ母）
- 名犬ラッシー（メリッサ・キャラクロー）
- 名探偵コナン（芦屋暎子）

1997年
- 金田一少年の事件簿（多岐川かほる）
- 中華一番!（パイ）
- 手塚治虫の旧約聖書物語（デボラ）
- 白鯨伝説（アイリーン）

### 劇場アニメ
1974年
- 魔女っ子メグちゃん（メグ）

1975年
- アンデルセン童話 にんぎょ姫（スオミの姫）
- グレートマジンガー対ゲッターロボ（ミチル）
- グレートマジンガー対ゲッターロボG 空中大激突（ミチル）
- 魔女っ子メグちゃん 月よりの使者（メグ）

1976年
- グレンダイザー ゲッターロボG グレートマジンガー 決戦! 大海獣（ミチル）

1977年
- 惑星ロボ ダンガードA対昆虫ロボット軍団（リサ）

1978年
- 惑星ロボ ダンガードA 宇宙大海戦（リサ）

1979年
- 未来少年コナン（モンスリー）

1980年
- 家なき子
- まことちゃん（美香）

1981年
- グリックの冒険（フラック）

1983年
- うる星やつら オンリー・ユー（クラマ姫）
- おはよう!スパンク（科子）

1984年
- 風の谷のナウシカ（トエト、少女）
- 未来少年コナン 巨大機ギガントの復活（モンスリー）

1985年
- Gu-Guガンモ（半平太のママ）
- ルパン三世 バビロンの黄金伝説（ザクスカヤ）

1986年
- ウインダリア（クンドリー）

1988年
- はれときどきぶた（お母さん）

1989年
- ヴイナス戦記（キャシー）
- ウルトラマンUSA（スーザン・ランド）
- ギャラガ HYPER PSYCHIC GEO GARAGA（ミン）
- それいけ!アンパンマン キラキラ星の涙（氷の女王）

1990年
- ベルサイユのばら（ジャンヌ）

1992年
- 三国志 第一部・英雄たちの夜明け（貂蝉）

1995年
- 美少女戦士セーラームーンSuperS セーラー9戦士集結!ブラック・ドリーム・ホールの奇跡（バディヤーヌ）

1996年
- 金田一少年の事件簿 オペラ座館・新たなる殺人（佐伯涼子）

### OVA
1986年
- 那由他（ソズ）

1989年
- 極黒の翼バルキサス（リアンの母）

1990年
- 冒険!イクサー3（ゴーレム）

1991年
- 銀河英雄伝説（ケンプの妻）
- 創竜伝（1991年 - 1993年、鳥羽冴子 他）

1993年
- 特捜戦車隊ドミニオン（ウェザビー市長）

1994年
- Compiler（アップロード）

1997年
- スレイヤーズすぺしゃる（ジョセフィーヌ）

### ゲーム
- エフェラ アンド ジリオラ ジ・エンブレム フロム ダークネス（1991年、皇母、キリアン）
- スーパーシュヴァルツシルト（1991年、レビユ・アメジスト）
- ライズ・オブ・ザ・ドラゴン（1992年、ドロシー）※メガCD版
- 未来少年コナン（1992年、モンスリー）※PCエンジン版
- キューティーハニーFX（1995年、パンサー＝ゾラ）

### 吹き替え

#### 女優
シガニー・ウィーバー
- エイリアン3（エレン・リプリー）※フジテレビ版
- ゴーストバスターズ2（デイナ・バレット）※フジテレビ版
- 死と処女（ポーリナ・エスコバル）

#### 映画
- アイガー・サンクション ※フジテレビ版
- 愛と追憶の日々（ジャニス〈ケイト・チャールソン〉）
- 愛に翼を（英語版）（サリー・パイク〈シーラ・マッカーシー〉）
- アウトロー（ローズ〈ジョイス・ジェイムソン〉）※テレビ朝日版
- アガサ 愛の失踪事件
- 悪魔たち、天使たち（ローラ・マルティネス〈レイチェル・ティコティン〉）
- 悪魔の植物人間（ヘディ〈ジュリー・エーゲ〉）
- アニマル・ハウス（バブス・ジャンセン）※テレビ朝日版
- アメリカン・グラフィティ（ブダ〈ジャナ・ベラン〉、ボビー〈リン・マリー・スチュワート〉）※フジテレビ版・TBS版
- アリゲーター2（クリスティーヌ・ホッジス〈ディー・ウォレス〉）※VHS版
- インディ・ジョーンズ/魔宮の伝説（ウィルヘルミーナ・スコット〈ケイト・キャプショー〉[73]）※ソフト版
- エイリアン・ネイション（カサンドラ）※テレビ朝日版
- エクスタミネーター（ミーガン〈サマンサ・エッガー〉）※テレビ東京版
- エレファント・マン（メリックの母）※TBS版
- オーメン（ダミアン〈ハーヴェイ・スペンサー・スティーブンス（英語版）〉）※TBS版
- オール・ザット・ジャズ（ヴィクトリア・ポーター）※LD版
- おかしな関係（クレア〈ヘレン・シェイヴァー〉）
- オスロ国際空港/ダブル・ハイジャック（スチュワーデス）
- お葬式だよ全員集合!（テリー・スカンラン〈パメラ・リード〉）
- オンリー・ユー（ケイト・コルヴァッチ〈ボニー・ハント〉）
- カサノバ（ジゼルダ〈ダニエラ・ガッティ〉、イザベラ、アンジェリーナ）
- カンニング・モンキー 天中拳（リュウ・チェンピン）※フジテレビ版
- がんばれ!ベアーズ 特訓中（ティミー・ルーパス、ルース、シーラ・ランシング）※日本テレビ版
- キャデラック・マン（ティナ〈パメラ・リード〉）※VHS版
- キャプテン・キッドの宝島（英語版）（バードウッド〈シーラ・マッカーシー〉）
- キャリー（クリス・ハーゲンソン〈ナンシー・アレン〉）
- 禁じられた遊び（ベルト・ドレ）※テレビ朝日版
- 雲の中で散歩（マリー・ホセ・アラゴン）
- クリフハンガー（クリステル〈キャロライン・グッドール〉）※日本テレビ版
- グレート・ウォリアーズ/欲望の剣（セリーヌ〈スーザン・ティレル〉）
- クレイマー、クレイマー（フィリス・バーナード〈ジョベス・ウィリアムズ〉）※日本テレビ版
- 刑事ジョー ママにお手あげ（グウェン・ハーパー〈ジョベス・ウィリアムズ〉）※フジテレビ版
- 刑事ジョン・ブック 目撃者（ブックの姉）※フジテレビ版
- ゴーストハンターズ（マルゴ）
- コードネームはファルコン
- 恋人はパパ/ひと夏の恋（ダイアナ〈フェイス・プリンス〉）
- 氷の微笑（キャサリン・トラメル〈シャロン・ストーン〉）※フジテレビ版
- 告発の行方（キャサリン〈ケリー・マクギリス〉）※フジテレビ版
- 誤診（ローリ・ライミュラー〈メリル・ストリープ〉）
- サイコ（キャロライン）※フジテレビ版
- 砂塵に血を吐け（マリー〈ダニエラ・イグリオッツィ〉）
- 殺人魚フライングキラー（ウィルソン夫人）※テレビ朝日版
- 殺人者たち
- ザ・ドライバー（仲介人〈ロニー・ブレイクリー〉）※テレビ朝日版
- ザ・ビジター（バーバラ・コリンズ〈ジョアンヌ・ネイル〉）
- ザ・フォッグ（スティーヴィ・ウェイン〈エイドリアン・バーボー〉）※テレビ朝日版
- ザ・ペーパー（アリシア・クラーク〈グレン・クローズ〉）
- さらばキューバ（アレックス・プリード〈ブルック・アダムス〉）
- サルサ/灼熱のふたり（ルナ〈ミランダ・ギャリソン〉）
- シー・デビル（ルース・パチェット〈ロザンヌ・バー〉）※ソフト版
- 地獄の女スナイパー（リザ〈ターニー・ウェルチ〉）
- 地獄のコマンド（マクガイア〈メリッサ・プロフェット〉）
- シザーハンズ（ジョイス〈キャシー・ベイカー〉）※ソフト版
- 13日の金曜日 PART3（チリ）
- 白いドレスの女（メアリーアン・シンプソン）
- 過ぎゆく夏（英語版）（モリー〈リンダ・フィオレンティーノ〉）
- スターダスト・メモリー（イソベル〈マリー＝クリスティーヌ・バロー〉）
- 続・荒野の1ドル銀貨（ロジータ〈ニエベス・ナバロ〉）※テレビ東京版
- 卒業白書（ジョエルの母〈ジャネット・キャロル〉）
- 空の大怪獣Q（セーラー・ジョエル〈キャンディ・クラーク〉）
- ターゲット（ドナ・ロイド〈ゲイル・ハニカット〉）
- ターミネーター2（サラ・コナー〈リンダ・ハミルトン〉）※フジテレビ版
- ダイ・ハード（ホリー・マクレーン〈ボニー・ベデリア〉）※フジテレビ版
- ダイ・ハード2（ホリー・マクレーン〈ボニー・ベデリア〉）※フジテレビ版
- ダイブ/深海からの帰還（ノルウェー語版）（ソニア）
- タイム・アフター・タイム（キャロル）
- ダニエル・スティール/ダディ〜父親・決断の瞬間〜（サラ〈ケイト・マルグルー〉）※テレビ東京版
- 007/黄金銃を持つ男（アンドレア〈モード・アダムス〉）※TBS版
- 007/カジノ・ロワイヤル（マタ・ボンド〈ジョアンナ・ペティット〉）※NET版
- 弾痕の掟/あるテロリストの死（イヴォンヌ・ランファン）
- ダンス・フィーバー（キム）
- ダンテズ・ピーク（レイチェル・ワンド〈リンダ・ハミルトン〉）※ソフト版
- チャタレイ夫人の恋人（英語版）（ボルトン夫人）
- デッドライン/おまえを渡さない
- デリンジャー（ビリー・フリチェット〈ミシェル・フィリップス〉）※TBS版
- デルタ・フォース（イングリッド〈ハンナ・シグラ〉）
- 天地創造（サラ〈エヴァ・ガードナー〉）※テレビ朝日版
- ドッグ・イン・パラダイス（ジョバンナ〈メルセデス・アロンゾ〉）
- トップガン（チャーリー〈ケリー・マクギリス〉）※フジテレビ版
- トパーズ（ホアニタ・デ・コルドバ〈カリン・ドール〉）※TBS版
- トレマーズ（ヘザー・ガンマー〈リーバ・マッキンタイア〉）※テレビ朝日版
- ナイト・オン・ザ・プラネット（ヴィクトリア・スネリング〈ジーナ・ローランズ〉）
- ナイトメア・シティ（アンナ・ミラー〈ラウラ・トロッター〉）
- ナインハーフ（娼婦）
- ナバロンの要塞（アンナ〈ジア・スカラ〉）※TBS版
- ニア・ダーク/月夜の出来事（ダイヤモンドバック〈ジェニット・ゴールドスタイン〉）
- ニュー・シネマ・パラダイス（中年期のマリア〈アントネラ・アッティーリ〉）※フジテレビ版
- ハーツ・アンド・マインズ/ベトナム戦争の真実（英語版）（ヴォ・ティ姉妹、ケイ・ドヴォルスホック）
- ハーレム・ナイト（ドミニク・ラ・ルー）※フジテレビ版
- バグジー（ヴァージニア・ヒル〈アネット・ベニング〉）
- バック・トゥ・ザ・フューチャー PART3（クララ・クレイトン〈メアリー・スティーンバージェン〉）※ソフト版
- バットマン/オリジナル・ムービー（キャットウーマン〈リー・メリーウェザー〉）※ソフト版
- 引き裂かれたカーテン（グレーテル・コスカ）※フジテレビ版
- ビッグ（ジョッシュの母〈マーセデス・ルール〉）※ソフト版
- ビッグ・ガン（カルロ、ヒルデ）※テレビ朝日版
- ファミリー（ルシル・フレイ〈アン＝マーグレット〉）※テレビ朝日版
- ファミリービジネス（エレイン〈ロザンナ・デ・ソート〉）
- ブラニガン（ジェニー・サッチャー〈ジュディ・ギーソン〉）
- フランティック（サンドラ・ウォーカー）※ソフト版
- フリック・ストーリー（カトリーヌ〈クローディーヌ・オージェ〉）
- ブルース・ブラザース（謎の女〈キャリー・フィッシャー〉）※フジテレビ旧録版・フジテレビ新録版
- プロムナイト（ウェンディ〈アン＝マリー・マーティン〉）
- ベイビー、ウォンテッド!（英語版）（メグ〈クリスティーン・ラーティ〉）
- ベイビー・トークシリーズ（モリー〈カースティ・アレイ〉）※ソフト版
  - ベイビー・トーク
  - ベイビー・トーク2/リトル★ダイナマイツ
  - ベイビー・トーク3/ワンダフル・ファミリー（英語版）
- ペット・セメタリー（レイチェル〈デニーズ・クロスビー〉）※ソフト版
- ポセイドン・アドベンチャー（リンダ・ロゴ〈ステラ・スティーヴンス〉）※テレビ朝日版
- ボディガード（ニッキー）※フジテレビ版
- ポリスアカデミーシリーズ（デビー・キャラハン〈レスリー・イースターブルック〉）※ソフト版
  - ポリスアカデミー5/マイアミ特別勤務
  - ポリスアカデミー6/バトルロイヤル
  - ポリスアカデミー777/モスクワ大作戦!!
- ホワイトハウス狂騒曲（ロレッタ〈シェリル・リー・ラルフ〉）※フジテレビ版
- マーズ・アタック!（マーシャ・デイル〈グレン・クローズ〉）※ソフト版
- マイ・フレンド・フォーエバー（ゲイル〈ダイアナ・スカーウィッド〉）※ソフト版
- マチルダ（アガサ・トランチブル校長先生〈パム・フェリス〉）
- マディソン郡の橋（フランチェスカ・ジョンソン〈メリル・ストリープ〉）※ソフト版
- マンハッタン（エミリー）
- 無防備都市（ピーナ〈アンナ・マニャーニ〉）
- メジャーリーグ2（レイチェル・フェルプス〈マーガレット・ホイットン〉）
- メル・ブルックス/珍説世界史PARTI（ニンフ皇后〈マデリーン・カーン〉）
- 燃えよデブゴン（バー・ジェイ〈メグ・ラム〉）
- 燃えよデブゴン 地獄の危機一髪（英語版）（ユーイー）
- 燃えよドラゴン（メイ・リン）※テレビ朝日版
- ヤング・シャーロック/ピラミッドの謎（ドリブ夫人）※フジテレビ版
- ユーズド・カー（バーバラ・ヒュークス）
- 幽幻道士2（シスター）
- ライオンハート（シンシア）※テレビ東京版
- ライフ with マイキー（ジーナ・ブリガンティ〈シンディ・ローパー〉）
- ラフ・カット（ジリアン〈レスリー＝アン・ダウン〉）
- 流血の絆（サリー・ホワイト〈ジル・クレイバーグ〉）
- ルーキー（リースル〈ソニア・ブラガ〉）※ソフト版
- ロッキー・ホラー・ショー（マジェンダ）

#### ドラマ
- 悪魔の異形（英語版） #1（ルシンダ・ジェソップ）
- アルフ（ケート・タナー〈アン・シェディーン〉）
- アメリカン・ヒーロー #35（ブンブン）
- アンジェラ 15歳の日々#3（アンバー・バロン）
- X-ファイル（サリー・ケンドリック/イヴ6号〈ハリエット・サンソム・ハリス、コチェック〈リンダ・ボイド〉）※ソフト版
- 俺がハマーだ!
  - シーズン1 #3（イサドラ）
  - シーズン2 #6（アンジェリカ・デルモント）
- オン・ジ・エアー（シルヴィア・ハドソン〈アン・ブルーム〉）
- 女刑事キャグニー&レイシー（クリス・キャグニー〈ロレッタ・スウィット〉/シャロン・グレス）
- がんばれ!ベアーズ（ルーパス）
- 刑事コロンボシリーズ
  - 刑事コロンボ 悪の温室（キャシー・グッドウィン〈サンドラ・スミス〉）※日本テレビ版
  - 刑事コロンボ 5時30分の目撃者（ブレンダ〈グローリー・カウフマン〉）
  - 刑事コロンボ 魔術師の幻想（デラ・サンティーニ〈シンシア・サイクス〉）
  - 刑事コロンボ 殺しの序曲（ウェイトレス〈ジェイミー・リー・カーティス〉、受付嬢〈ミッツィ・ロジャース〉）
  - 新・刑事コロンボ マリブビーチ殺人事件（マーサ・ロッカ夫人〈サンドラ・カリー〉）
- 刑事スタスキー&ハッチ シーズン1 #11（ローラ・ブレナー）
- こちらブルームーン探偵社 シーズン1 #2（秘書）
- ジェシカおばさんの事件簿 シーズン3 #1（ケイティ・マッカラム）
- シャーロック・ホームズの冒険 六つのナポレオン（ルクレチア・ヴェヌーチ〈マリーナ・サーティス〉）
- 私立探偵マグナム
  - シーズン1 #3（マイ・リン）
  - シーズン2 #16（エレノア・グリーリー）
- 新アウターリミッツ（キャシー・クレス〈ヘレン・シェイヴァー〉）
- 新スパイ大作戦（暗殺者・コヨーテ・コイリーデール）
- 新80日間世界一周（英語版）（サラ・ベルナール〈リー・レミック〉）※VHS版
- セサミストリート（マリア）※スペシャル版
  - ビッグバード 中国への旅（女性店長）※スペシャル版
  - 美術館へ行こう〜メトロポリタン美術館のセサミストリート〜
  - セサミストリート: 世界の国からハッピーニューイヤー（ティッフィー）※スペシャル版
  - エルモのクリスマス
- SOAP ソープ（英語版）（キャロル・デヴィッド）
- ダンディ2 華麗な冒険 #14（プルー）
- 地上最強の美女たち!チャーリーズ・エンジェル
  - シーズン1 #9（セジウィック伍長）、#17（アヴリル）
  - シーズン3 #5（イヴ・パーキンス）、#12（サリー・マイルズ）、#20（シシー・キャンフィールド）
- 超音速攻撃ヘリ エアーウルフ
  - シーズン2 #9（スチュワーデス）
  - シーズン3 #11（サブリナ・クック）
- 超音速ヒーロー ザ・フラッシュ（アルファ・ワン〈クレア・スタンズフィールド〉）※日本テレビ版
- 追跡者（ベッツィ〈キャサリン・ボーマン〉）、（スー・イングラム〈ファラ・フォーセット・メジャース〉）
- 特捜刑事マイアミ・バイス
  - シーズン1 #2（ローソン夫人）
  - シーズン2 #20（ブランカ・サンドヴァル）
  - シーズン3 #3（イザベル・バチスタ）
  - シーズン4 #7（ローナ・エイカーズ）
- 特攻野郎Aチーム
  - シーズン1 #13（トリッシュ・ブレネット〈ジョアンナ・カーンズ〉）
  - シーズン3 #11（リナ）、#23（マリアン・ロジャース）
- ヒルストリート・ブルース シーズン1 #14（デニーズ・トンプソン）
- フェーム/青春の旅立ち（英語版）（リディア・グラント）
- ブルーサンダー #2（サラ・オコンネル）
- ミス・マープル 復讐の女神（マッジ）

#### アニメ
- インセクターズ（バクラ女王）
- X-MEN（ストーム）
- ガミー・ベアの冒険（グラミー）
- キャッツ&カンパニー（グランマ、マーシー）
- キャプテン・プラネット（スカム）
- ザ・シンプソンズ（モナ・シンプソン〈初代〉、ルシール・ボッツコウスキー、ラジオDJ）
- スヌーピーとチャーリー（シュローダー）
- 地上最強のエキスパートチーム G.I.ジョー ザ・ムービー（パイソナ）
- チップとデールの大作戦（ママ、モンロービア）※新吹き替え版
- 電光石火バットマン（セリーナ・カイル / キャットウーマン）
- バイカーマイス（チャーリー）
- ビアンカの大冒険（メデューサ）
- Marx radio（ブリテンハウス）
- まんが宇宙大作戦（クリスティン・チャペル）
- ミュータント・タートルズ（テレビ東京版）

### 特撮
- アクマイザー3（1975年、ダルニアの声）
- 宇宙鉄人キョーダイン（1976年、ルナの声）

### テレビドラマ
- 大東京四谷怪談（1978年、お岩の声）

### ラジオ
- アニメトピア（初代パーソナリティ）

### CD
- 街角のカフェ（アナログ45回転） - アニメトピア主題歌で麻上洋子とのデュエット
- アニメトピア（LP33回転）※パーソナリティ2人（吉田理保子、麻上洋子）が世界を旅するという番組
- CDシアター ドラゴンクエスト（宿屋のおかみ）
- 冒険!イクサー3 おまたせ、誕生!イクサー3（ゴーレム）
- 冒険!イクサー3 御意見無用！ネオス四天王の逆襲!!（ゴーレム）
- 摩陀羅・転生編（鬼塚不二子）
- 悠久幻想曲ドラマCD vol.1（魔女モフェウス）

### 人形劇
- アップルポップ（プルーラ[74]）
- Xボンバー（ブラディーマリー）
- 真田十勇士
- ざわざわ森のがんこちゃん（ツムちゃん〈初代〉、ヒポ先生〈初代〉）
- のびのびノンちゃん（ノンちゃんのお母さん）
- プリンプリン物語（ピコピコ、マイヨー 他）
- 紅孔雀（かえで、桔梗）
- 笛吹童子（千鶴）

### 舞台
- 飛べ!京浜ドラキュラ（1982年12月 / シアター・アプル、81プロデュース 提携公演）

### その他コンテンツ
- 『皆はこう呼んだ、鋼鉄ジーグ』（マナーCMナレーション）